# Georg Friedrich von Schönberg

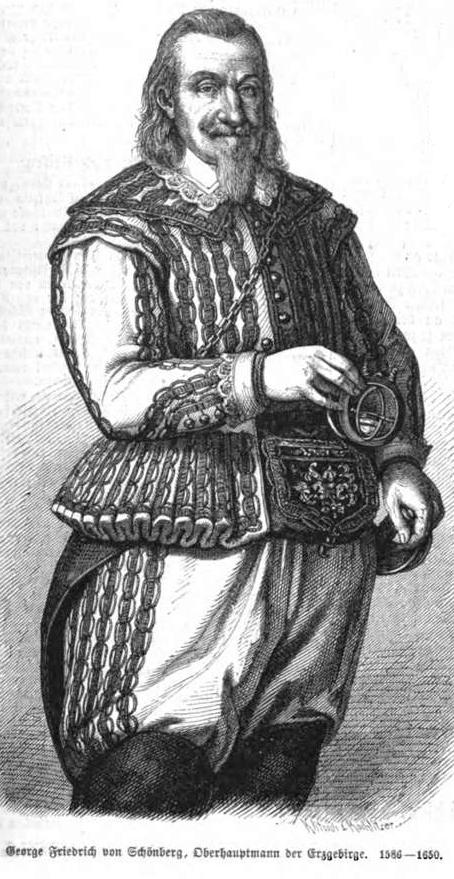
Georg Friedrich von Schönberg mit Arschleder und Hängekompass.

Georg Friedrich von Schönberg (* 27. November 1586 in Mittelfrohna; † 23. Oktober 1650 in Freiberg) war ein kursächsischer Berg- und Amtshauptmann. Er war Herr auf Mittelfrohna, Reichenbrand und Pfaffroda sowie Oberhauptmann des Erzgebirges.

## Leben
Georg Friedrich von Schönberg entstammte dem sächsischen Adelsgeschlecht derer von Schönberg und war der Sohn des Kammerjunkers Georg von Schönberg d. J. († 1614). Nach seinem Tod erschien die gehaltene Leichenpredigt in Druck. Seine Söhne waren Caspar von Schönberg (Berghauptmann) und Gotthelf Friedrich von Schönberg (1631–1708).